# Geodetische afbeelding
In de wiskunde, speciaal in de differentiaalmeetkunde, is een geodetische afbeelding een afbeelding die geodeten behoudt. 

## Definitie
Een afbeelding {\displaystyle \varphi :M\to N}, tussen twee (pseudo-)Riemann-variëteiten {\displaystyle (M,g)} en {\displaystyle (N,h)} wordt een geodetische afbeelding genoemd, als
- {\displaystyle \varphi } een diffeomorfisme is van {\displaystyle M} op {\displaystyle N}, en
- het beeld onder {\displaystyle \varphi } van een geodetische boog in {\displaystyle M} een en geodetische boog in {\displaystyle N} is, en
- ook omgekeerd het beeld onder de inverse {\displaystyle \varphi ^{-1}} van een geodetische boog in {\displaystyle N} een geodetische boog in {\displaystyle M} is,

## Voorbeelden
Laat {\displaystyle (M,g)} en {\displaystyle (N,h)} beide de euclidische ruimte {\displaystyle \mathbb {R} ^{n}} zijn met de gewone riemann-metriek. Dan is iedere eclidische isometrie een geodetische afbeelding van {\displaystyle \mathbb {R} ^{n}} op zichzelf.
Analoog is voor {\displaystyle (M,g)} en {\displaystyle (N,h)} beide de {\displaystyle n}-dimensionale eenheidssfeer {\displaystyle S_{n}} met de gebruikelijke bolmetriek, iedere isometrie van de sfeer een geodetische afbeelding van {\displaystyle S_{n}} op zichzelf.
De gnomonische projectie van de hemisfeer op het vlak is een geodetische afbeelding, omdat grootcirkels op lijnen worden afgebeeld en omgekeerd lijnen op grootcirkels.
Zij {\displaystyle (D,g)} de eenheidsschijf in {\displaystyle \mathbb {R} ^{2}} uitgerust met de euclidische metriek, en {\displaystyle (D,h)} de eenheidsschijf uitgerust met de hyperbolische metriek van het Poincaré-model in de hyperbolische meetkunde.  Hoewel de twee structuren diffeomorf zijn door middel van de identiteit {\displaystyle i_{D}}, is {\displaystyle i_{D}} geen geodetische afbeelding, omdat geodeten in de zin {\displaystyle h} rechte lijnen in {\displaystyle \mathbb {R} ^{2}} zijn, terwijl geodeten in de zin {\displaystyle g} gebogen kunnen zijn.
Wordt daarentegen de hyperbolische metriek op {\displaystyle D} gegeven door het Beltrami-Klein-model, dan is de identiteit {\displaystyle i_{D}} wel een geodetische afbeelding, aangezien hyperbolische geodeten in het Beltrami-Klein-model euclidische rechte lijnsegmenten zijn.